# 23457 Beiderbecke
23457 Beiderbecke è un asteroide della fascia principale. Scoperto nel 1989, presenta un'orbita caratterizzata da un semiasse maggiore pari a 2,6244397 UA e da un'eccentricità di 0,2024625, inclinata di 13,65806° rispetto all'eclittica.
L'asteroide è dedicato al trombettista statunitense Bix Beiderbecke.